# یخ‌خیزک
یخ‌خیزک (نام علمی: Grylloblatta) نام یک سرده از فرورده نوبالان است.